# Wursten

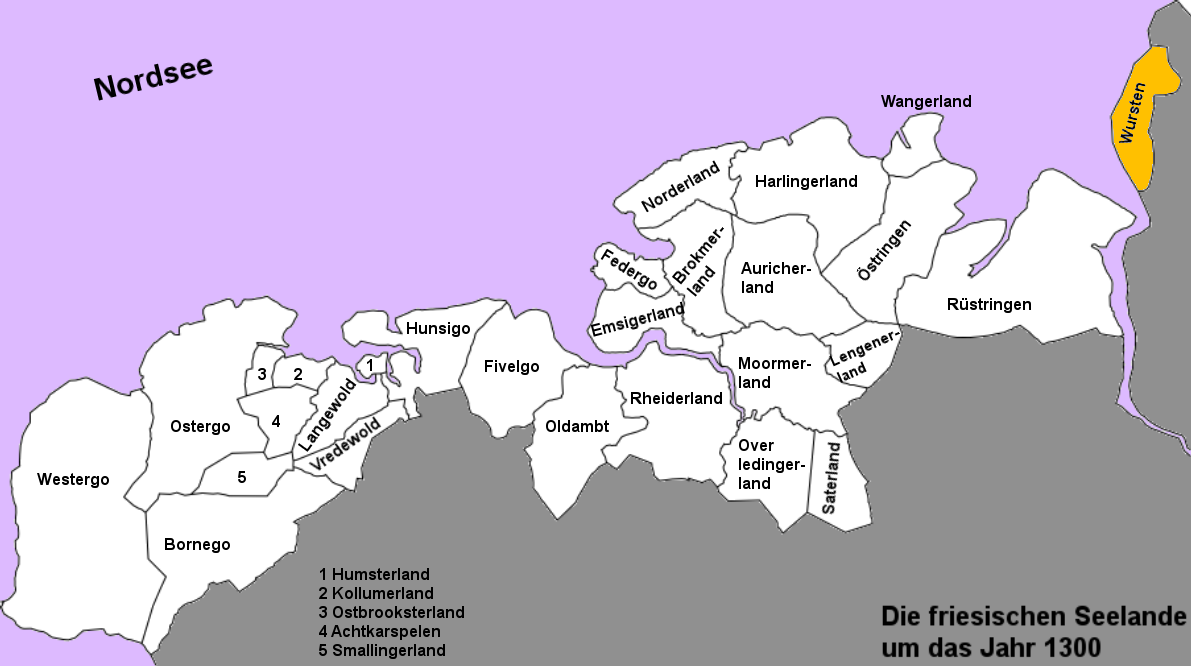
De frisiska områdena runt år 1300. Wursten är det östligaste området under den frisiska friheten.

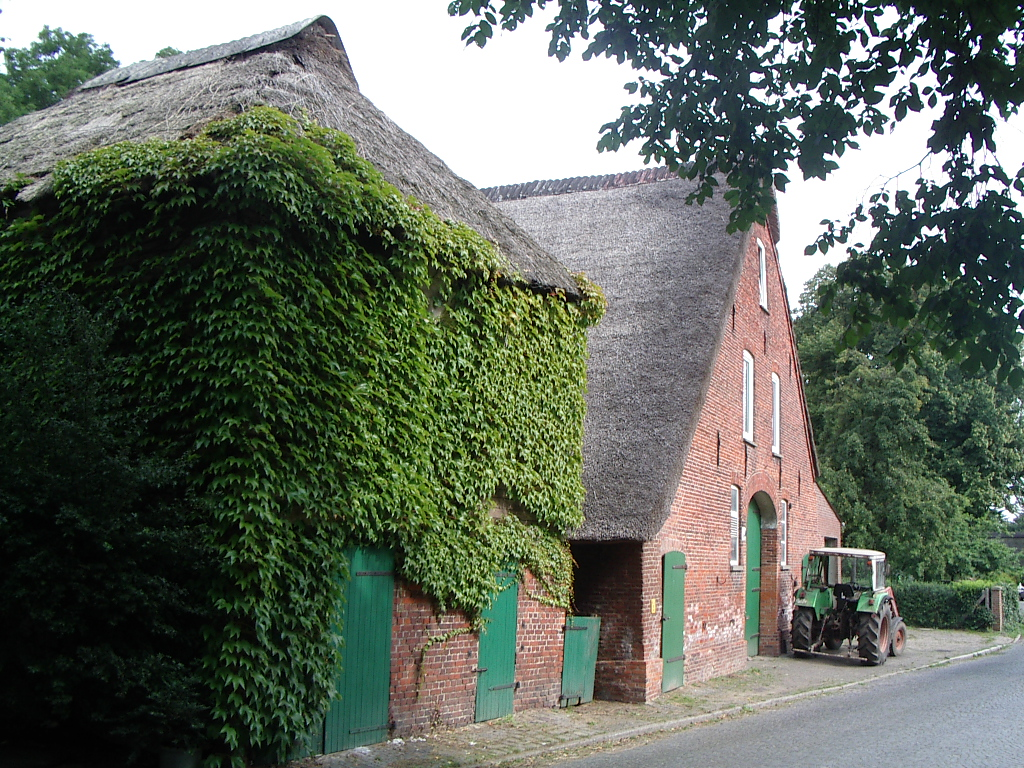
Bondgård i Weddewarden, numera en stadsdel i Bremerhaven

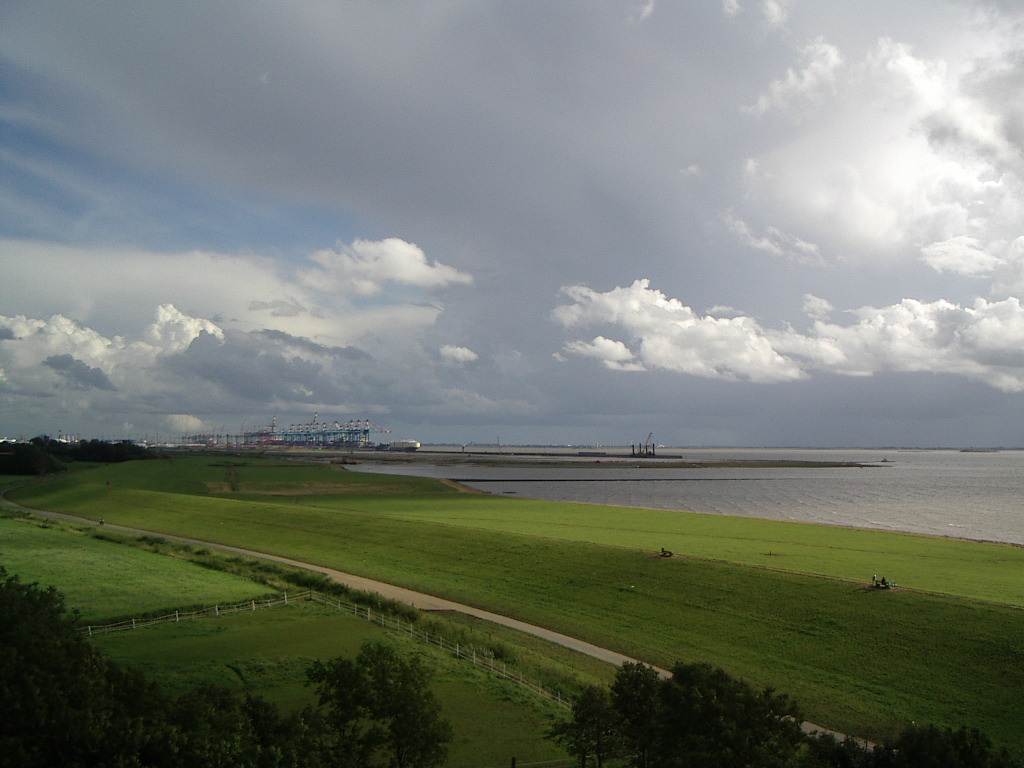
Skyddsvallen vid Imsum med utsikt mot hamnen i Bremerhaven

Wursten är ett historiskt landskap mellan Bremerhaven och Cuxhaven i nordvästra Tyskland, öster om floden Wesers mynning i Nordsjön. Under medeltiden utgjorden Wursten det östligaste landskapet av de sju frisiska områdena som ingick i den frisiska friheten. Närmaste frisiska landskap var Rüstringen på andra sidan Weser. Wursten är i dag en del av distriktet Cuxhaven i den tyska delstaten Niedersachsen. 

## Geografi
Wursten ligger vid Nordsjökusten på det nordtyska låglandet och domineras av landskapstypen marskland.  I området som präglas av jordbruk och turism finns ett flertal kanaler och avvattningsdiken. Området har fått sitt namn av de konstgjorda kullar som de första husen byggdes på, så kallade Wurten. 

## Historia
Området var ursprungligen befolkat av saxare. Från och med 700-talet befolkas området av friser. Wursten var ett självständigt land enligt den frisiska friheten och skickade årligen representanter till det frisiska tinget i Upstalsboom vid Aurich i nuvarande Ostfriesland. När hövdingafamiljer tog makten i de andra frisiska landskapen kunde Wursten fortsätta med sitt styre genom 16 så kallade rådgivare. I mitten på 1400-talet kom Wursten in i ett flertal konflikter och de 16 rådgivarna vände sig slutligen till ärkebiskopen av Bremen för att få hjälp.  Efter ett flertal konflikter med bland annat kurfurstendömet Sachsen i början på 1500-talet kom Wursten slutligen att bli en del av det land som styrdes av ärkebiskopen av Bremen. Självförvaltningen och den frisiska författningen upphörde därmed.
Under trettioåriga kriget var Wursten inblandat i ett antal konflikter och efter westfaliska freden 1648 kom Wursten och övriga delar av ärkebiskopsdömet Bremen att tillfalla Sverige. Hertigdömet Bremen-Verden var en svensk besittning fram till 1719. 
År 1719 blev Wursten en del av Hannover och under Napoleonkrigen kom området i fransk besittning. Åren 1814-1866 tillhörde området Kungariket Hannover och 1866-1871 Preussen. Från och med 1871 är Wursten en del av Tyskland.

## Kultur
Sedan 1600-talet talas inte det frisiska språket längre i Wursten. Rester av det frisiska språket i Wursten finns dock nedtecknade. Wursten är representerat i det interfrisiska rådet.
Det frisiska språket trängdes undan av det lågtyska språket som ännu i dag talas i byarna i Wursten. 